# Agudio (azienda)
L'Agudio S.p.A. è un'azienda italiana produttrice di impianti a fune.

## Storia
Fu fondata nel 1861 da Tommaso Agudio, ingegnere e politico italiano. Fu una ditta pionera nel trasporto a fune, sviluppando la costruzione di impianti innovativi per la seconda metà del XIX secolo, quali le funicolari di Moncenisio e di Superga.
Nel secondo dopoguerra realizza importanti impianti funiviari, come:
- la Funivia della Tofana[3]
- le funivie del Pan di Zucchero a Rio de Janeiro[4]
- la cabinovia dell'Etna
- la funivia Ravascletto-Zoncolan

Rinnova anche la funivia del Lagazuoi a seguito dell'incidente aereo del 1987.
Si specializza successivamente in impianti per il trasporto di materiali.
Nel 2015, Leitner completa la fusione societaria con la Agudio, assorbendone le attività ma mantenendo il marchio storico.